# Circular de la UAI

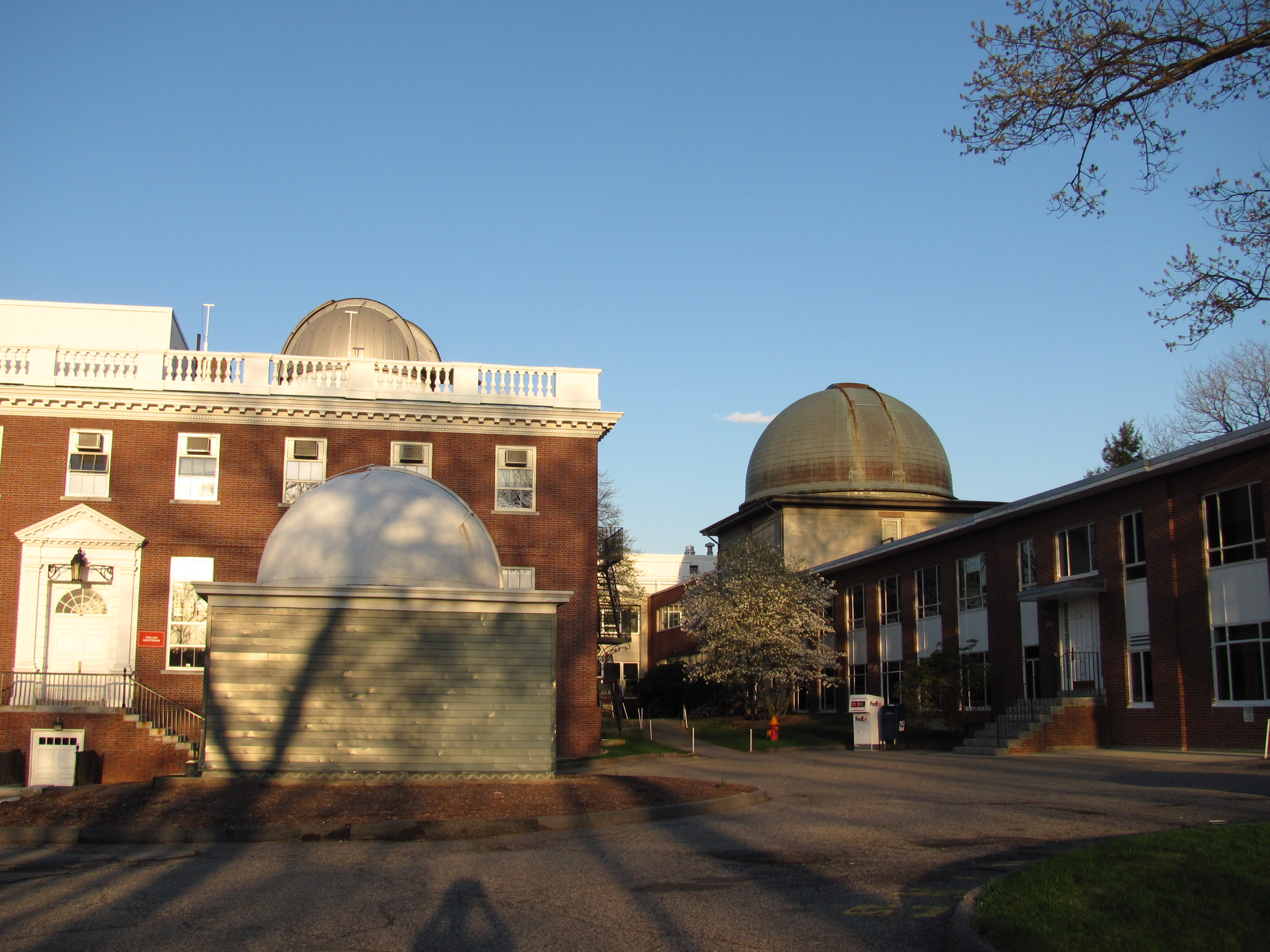
Observatorio Astrofísico Smithsoniano en Cambridge, Massachusetts, Estados Unidos

Las Circulares de la Unión Astronómica Internacional (sigla en inglés IAUCs) son avisos que dan información sobre los fenómenos astronómicos. Estos IAUCs son emitidos por la oficina central de la unión astronómica internacional para los telegramas astronómicos (CBAT) a intervalos irregulares para el descubrimiento y seguimiento de información con respecto a los objetos tales como los satélites planetarios, novas, supernovas y cometas. Se publicó la primera serie de IAUCs durante 1920-1922 y el primer CBAT de la UAI se encuentra allí; la primera IAUC publicada en el presente, segunda serie, fue publicada en 1922 en observatorio de Copenhague después de la transferencia de la CBAT de Uccle a Copenhague. A finales de 1964, el CBAT se mudó de Copenhague al Observatorio Astrofísico Smithsoniano en Cambridge, Massachusetts, Estados Unidos, donde se encuentra hasta nuestros días, en los terrenos del Observatorio de la Universidad de Harvard. HCO había mantenido una oficina central para el hemisferio occidental desde 1883 hasta finales de 1964, cuando su personal tomó en CBAT de la UAI; HCO había publicado sus propias tarjetas del aviso paralelas a complementaron los IAUCs desde 1926 hasta finales de 1964, pero las tarjetas del aviso dejaron de publicarse cuando los IAUCs comenzaron a ser emitidos desde el mismo edificio.